# حران (معرة النعمان)
حرّان قرية سورية تتبع ناحية مركز معرة النعمان في منطقة معرة النعمان في محافظة إدلب. بلغ عدد سكانها 456 نسمة في عام 2004 حسب إحصاء المكتب المركزي للإحصاء.